# Bodo, Timiș
Bodo (maghiară Nagybodófalva) este un sat în comuna Balinț din județul Timiș, Banat, România. Este un sat locuit preponderent de maghiari.

## Istorie
Urmele ale existenței unui sat există încă din secolul XIV, mai precis numele de Bodov, amintit în documente la 1344. Mai târziu, în 1401, este amintit un anume Bodofalva. Satul propriu-zis a fost însă înființat abia în 1890, de către coloniști maghiari care s-au așezat în apropiere de satul românesc Balinț, formând vatra actuală a satului. În perioada între 1880 - 1890, au fost așezate aici peste 50 de familii de maghiari, majoritatea din zona Makó. După unirea Banatului cu România, satul a purtat o perioadă numele de Bodofalva. Numele i-a fost schimbat ulterior în „Bodo”. Maghiarii sunt și astăzi majoritari.

## Tumulul de la Bodo
Muzeografilor lugojeni le-a fost semnalat în 1967 prezența unui tumul, succesiv explorat în 1968. Având formă circulară, cu un diametru de 44 m și o înățime de 3,5 m, tumulul conținea în centrul său un schelet înhumat pe un pat de nisip presărat cu ocru. Morminte similare, cu ocru, au fost descoperite doar în câteva așezări din Moldova, în zona Dunării de jos și în Oltenia de sud. Mormântul, aparținând cel mai probabil unui conducător de trib, datează din epoca bronzului și este cel mai vestic descoperit pe teritoriul României.

## Populația
În 1900 satul avea 1.328 de locuitori, dintre care 1.304 erau maghiari. Sub profil confesional, ei erau împărțiți în 1.231 de reformați, 57 romano-catolici și 20 de greco-catolici. 100 de ani mai târziu, la recensământul din 2002, populația era de 3 ori mai mică: un total de 480 de locuitori, dintre care 397 maghiari și 70 de români. Dintre aceștia, 334 reformați, 70 ortodocși și 56  romano-catolici.

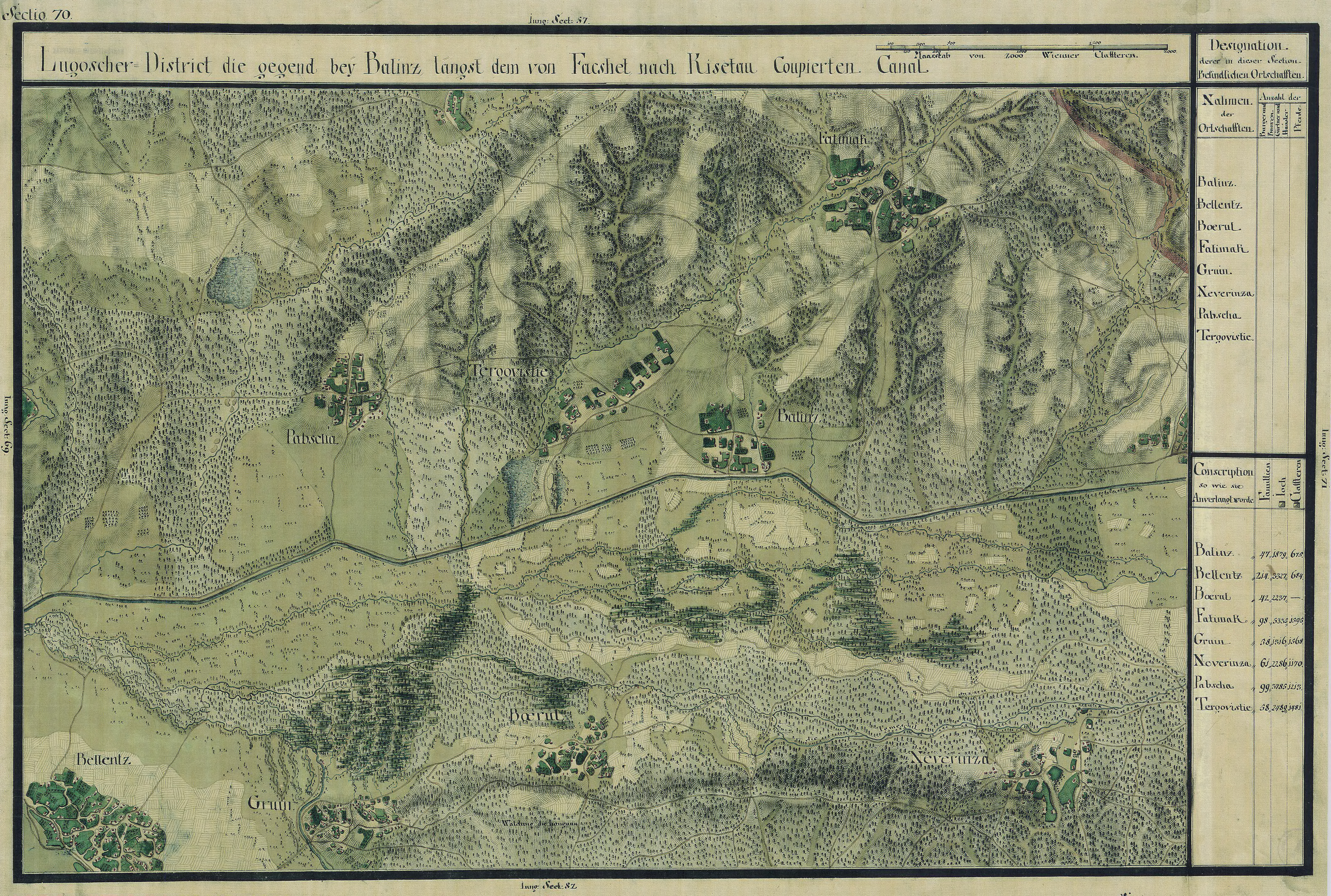
Balinț în Harta Iosefină a Banatului, 1769-72

## Galerie de imagini

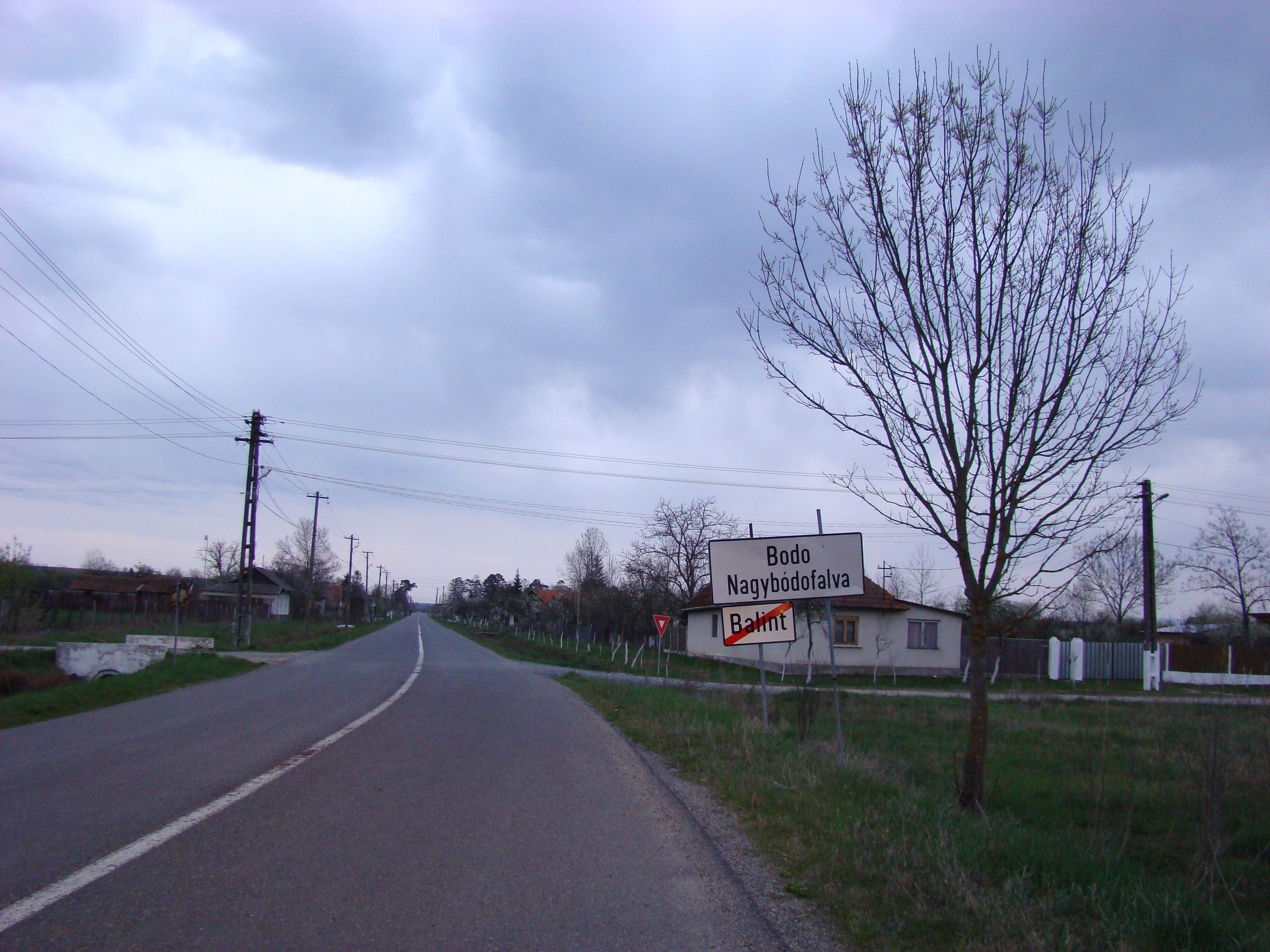
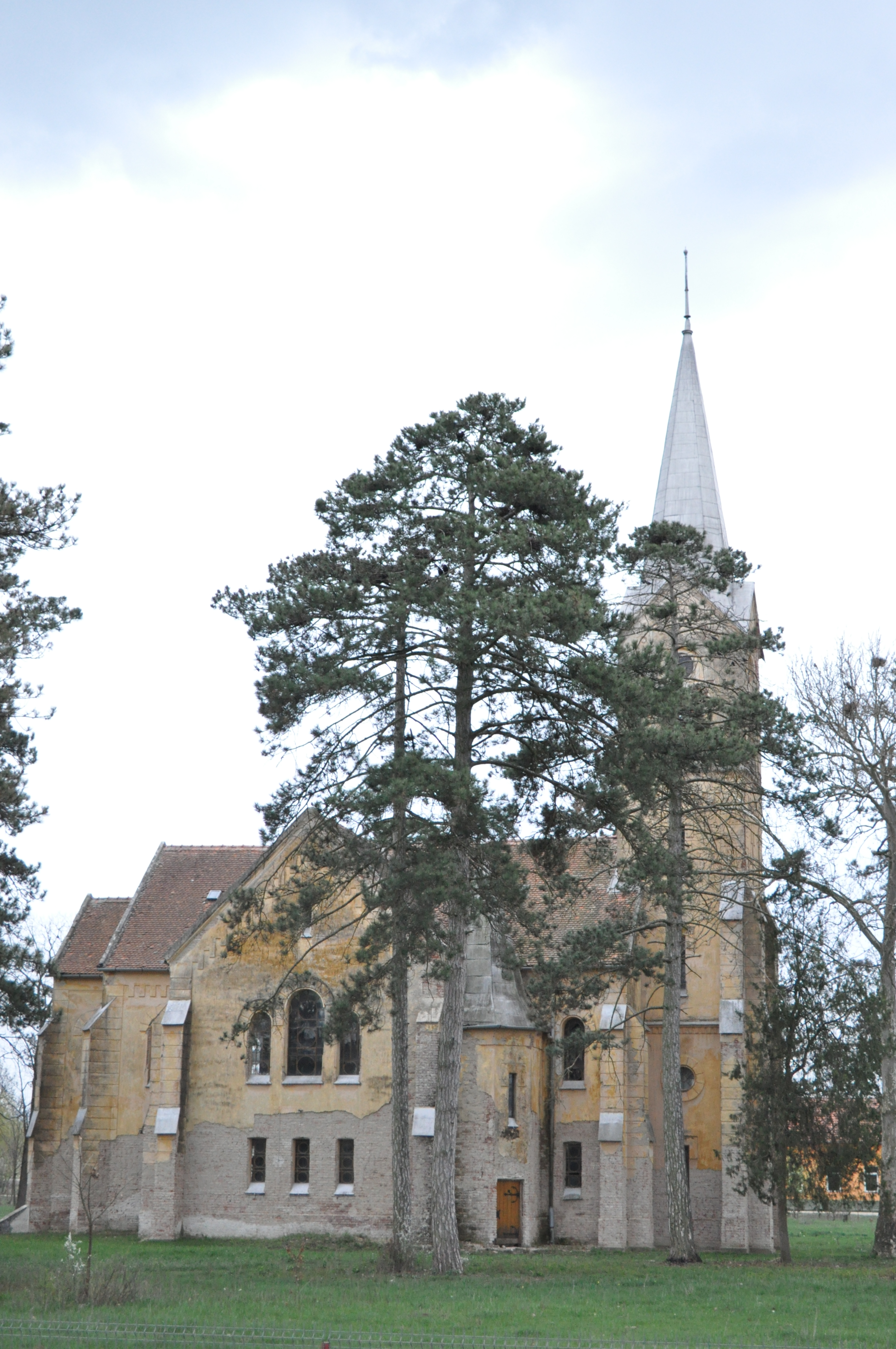
Biserica Reformata Bodo